# 西爾維拉多度假酒店 (加利福尼亞州)
西爾維拉多度假酒店（英語：Silverado Resort）是位於美國加利福尼亞州納帕縣的一個人口普查指定地區。

## 地理
西爾維拉多度假酒店的座標為38°20′31″N 122°14′17″W / 38.34194°N 122.23806°W，而該地最高點為海拔高度72米（即236英尺）。

## 人口
根據2010年美國人口普查的數據，西爾維拉多度假酒店的面積為4.92平方千米，當中陸地面積為4.90平方千米，而水域面積為0.02平方千米。當地共有人口1095人，而人口密度為每平方千米222人。

## 鄉村俱樂部
度假酒店的核心是一棟具南方風情的大宅，由約翰·富蘭克林·米勒將軍於1860年代興建。Amfac公司於1960年代將此物業發展為度假村，並於1984年以2千萬美元將之售予羅伯特·邁耶，5年後再以1億1千萬美元轉手至世嘉前总裁日本億萬富豪大川功，在他死後由他的兒子承繼。

### 高爾夫球
北場為18洞的高爾夫球場，於1955年建立，1966年由小羅伯特·特倫特·瓊斯重新設計，並加建了南場。該處曾經舉辦多次的公開比賽。至2011年，約翰尼·米勒為球場加入更多改動，包括擴闊球道、重新佈置沙坑、重建發球台等。

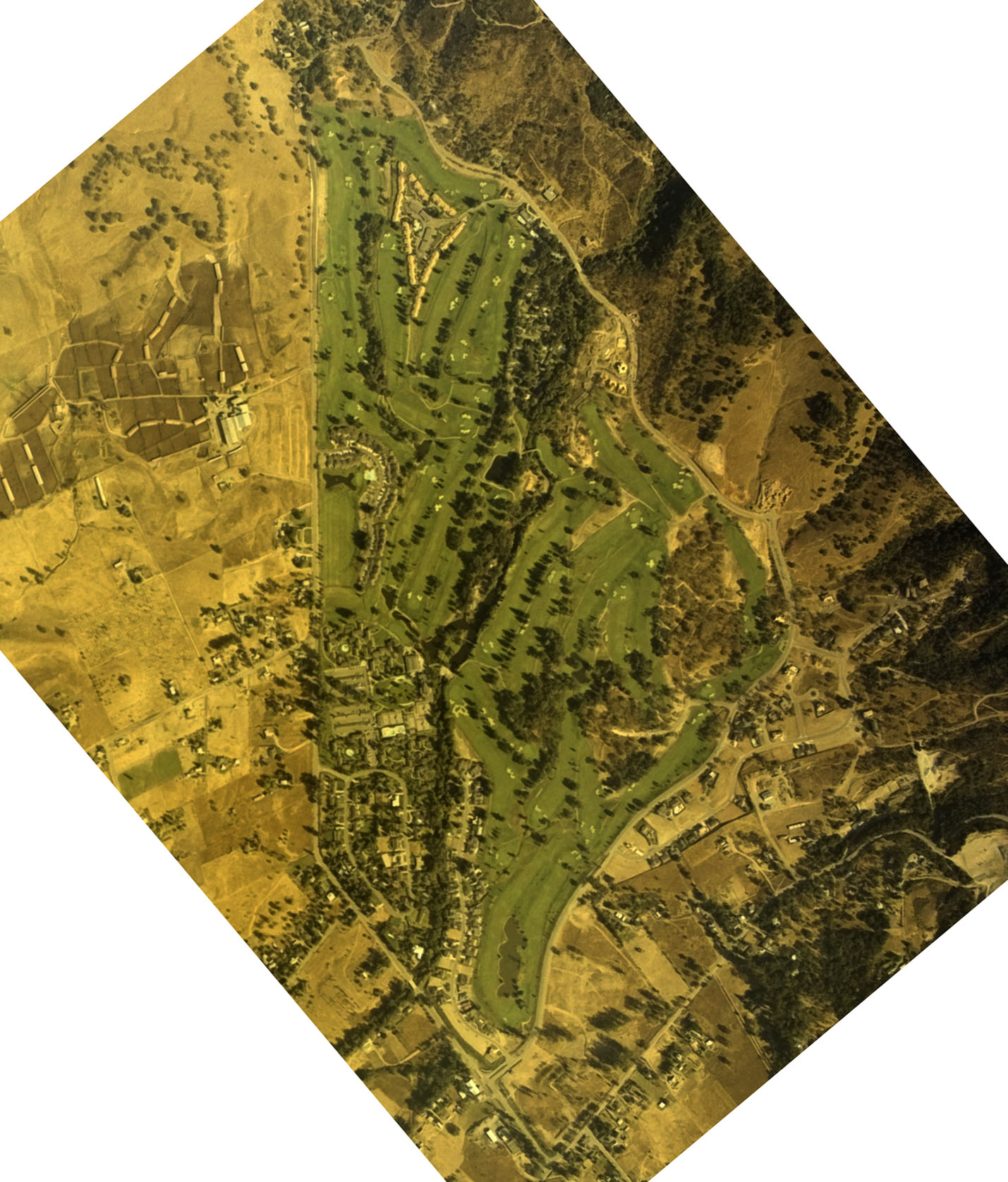
攝於1973年